# Normandische verovering van Engeland

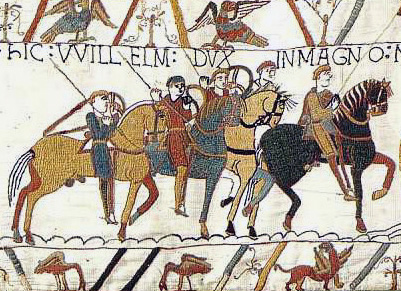
Het tapijt van Bayeux verbeeldt de Slag bij Hastings en de oorzaken daarvan.

De Normandische verovering van Engeland begon in 1066 met de invasie en bezetting van het koninkrijk Engeland door een leger van Normandische, Bretonse, Vlaamse en Franse soldaten onder leiding van Willem II van Normandië, de latere Willem de Veroveraar.
Willems aanspraak op de Engelse troon ging terug op zijn familieband met de kinderloos gestorven Angelsaksische koning Eduard de Belijder, die Willems hoop op de troon mogelijk heeft aangemoedigd. Eduard de Belijder stierf in januari 1066 en werd opgevolgd door zijn zwager Harold Godwinson. In september 1066 viel de Noorse koning Harald Hardrada het noorden van Engeland binnen. Na een eerste overwinning bij de Slag bij Fulford, werd hij op 25 september 1066 echter door Harold Godwinson verslagen en gedood in de slag bij Stamford Bridge. Enkele dagen later landde Willem II van Normandië in Zuid-Engeland. Harold marcheerde naar het zuiden om hem zo snel mogelijk te confronteren. Daarbij liet hij een aanzienlijk deel van zijn leger in het noorden achter. Op 14 oktober stonden Harolds en Willems leger tegenover elkaar in de Slag bij Hastings. Deze slag werd een beslissende overwinning voor het Normandische leger en zijn bondgenoten. Harold Godwinson werd in deze slag gedood.
Hoewel Willems belangrijkste rivalen nu definitief van het toneel waren verdwenen, werd hij in de daaropvolgende jaren nog steeds met opstanden geconfronteerd. Pas na 1072 zat hij veilig op zijn troon. De landerijen van de weerstand biedende Angelsaksische en vooral in het noorden en oosten Deense elite, werden in beslag genomen; een deel van deze elite ging in ballingschap. Om zijn nieuwe koninkrijk beter te kunnen beheersen, gaf Willem overal aan zijn volgelingen land in leen. Ook liet hij door het hele land kastelen op militair strategische plaatsen bouwen. Andere effecten van de Normandische verovering waren de introductie van een ander rechtssysteem, de introductie van Normandisch Frans als de taal van de elite, en veranderingen in de samenstelling van de hoogste klassen, aangezien Willem als koning rechtstreeks landerijen in leen gaf. De invloed van de verovering op de agrarische klassen en het dorpsleven verliep geleidelijker: de belangrijkste verandering schijnt de formele afschaffing van de slavernij te zijn geweest, die al dan niet met de invasie in verband kan worden gebracht. De structuur van de overheid zelf veranderde niet zo veel, aangezien de nieuwe Normandische bestuurders veel van de oude Angelsaksische regeringsvormen overnamen.

## Achtergrond

Kaart van Normandië

In 911 stond de Frankische Karolingische heerser Karel de Eenvoudige een groep Vikingen onder leiding van Rollo toe om zich te vestigen in het gebied waar de Seine in het Kanaal eindigt, als onderdeel van het verdrag van Saint-Clair-sur-Epte. Dit gebied zou later het hertogdom Normandië worden genoemd.
In ruil voor een flink stuk grond verplichtten de Noormannen onder Rollo zich om de kuststreek en met name de Seine-monding tegen aanvallen van andere Vikingen te beschermen. Deze Vikingkolonie bleek succesvol; de Vikingen in de regio kwamen bekend te staan als de "Noormannen". Uit dit woord kwamen de woorden "Normandië" en "Normandiërs" voort. De Normandiërs namen al snel de inheemse cultuur over; zij deden afstand van hun heidendom en bekeerden zich tot het christendom. Ook namen zij het langue d'oïl over. Wel voegden zij daar elementen van hun eigen Noordse taal aan toe. Uit dit amalgaam ontstond het Normandisch. De Vikingen trouwden met vrouwen uit de plaatselijke bevolking. De Normandiërs gebruikten het grondgebied dat hen was toegekend als uitvalsbasis om de grenzen van het hertogdom in westelijke richting uit te breiden. Zo annexeerden zij de Bessin, het schiereiland Cotentin en de Avranches.
In 1002 trad koning Æthelred II van Engeland in het huwelijk met Emma, de zuster van Richard II van Normandië Hun zoon Eduard de Belijder, die vele jaren in ballingschap in Normandië leefde, erfde in 1042 de Engelse troon. Dit leidde tot het ontstaan van een krachtig Normandisch belang in de Engelse politiek, dit aangezien Eduard zwaar op zijn voormalige gastheren leunde. Hij haalde Normandische hovelingen, militairen en geestelijken naar Engeland en benoemde ze in machtsposities, met name in de kerk. Kinderloos en in conflict verwikkeld met de formidabele Godwin van Wessex en diens zonen, heeft Eduard misschien ook hertog Willem van Normandiës ambities op de Engelse troon aangemoedigd.
Toen koning Eduard in het begin van 1066 stierf, leidde het ontbreken van een duidelijke erfgenaam tot een omstreden opvolging, waarin meerdere kandidaten aanspraak maakten op de Engelse troon. Eduards directe opvolger werd de earl van Wessex, Harold Godwinson, de rijkste en machtigste van de Engelse aristocraten. Harold werd tot koning gekozen door de Witenagemot van Engeland. Hij werd gekroond door Ealdred, de aartsbisschop van York, hoewel Normandische propaganda later beweerde dat de ceremonie werd geleid door Stigand, de niet-canoniek verkozen aartsbisschop van Canterbury. Harold werd onmiddellijk uitgedaagd door twee machtige naburige heersers.
Hertog Willem van Normandië beweerde dat koning Eduard hem de troon had beloofd en dat Harold had gezworen dat hij het hiermee eens was; Koning Harald III van Noorwegen, algemeen bekend als Harald Hardrada, betwistten ook de opvolging. Zijn aanspraak op de troon was gebaseerd op een overeenkomst tussen zijn voorganger Magnus I van Noorwegen en de eerdere Engelse koning, Hardeknoet, waarbij was afgesproken dat indien een van beide zonder erfgenaam zou sterven, de andere zowel Engeland als Noorwegen zou erven. Hardeknoets vader, Knoet de Grote had Æthelreds zoon Edmund Ironside verslagen en in 1016 de Engelse troon opgeëist. Hij was in het huwelijk getreden met Æthelreds weduwe, Emma. Na de dood van Hardeknoet in 1042, was Magnus gestart met de voorbereidingen voor een invasie van Engeland. Deze werden pas na zijn dood in 1047 gestopt.
Willem van Normandië en Harald Hardrada begonnen meteen met het verzamelen van de benodigde troepen en schepen voor een invasie van Engeland.
Andere personen met aanspraken op de Engelse troon kwamen later in actie. De eerste was Edgar Ætheling, een achterneef van Eduard de Belijder en in vaderlijke lijn een afstammeling van koning Edmund Ironside. Hij was de zoon van Eduard de Balling, een zoon van Edmund Ironside. Hij werd geboren in Hongarije, waar zijn vader na de verovering van Engeland door de Knoet de Grote uiteindelijk was terechtgekomen. Na de uiteindelijke terugkeer van zijn familie in Engeland en de dood van zijn vader in 1057 had Edgar vanuit erfelijk perspectief veruit de sterkste erfelijke aanspraak op de troon, maar mede omdat hij toen Eduard de Belijder stierf slecht ongeveer dertien of veertien jaar oud was en ook omdat hij geen machtige familie had die hem in zijn aanspraken steunde, werd hij door de Witan gepasseerd.
Een andere kanshebber was Sven II van Denemarken, die als kleinzoon van Sven Gaffelbaard en neef van Knoet de Grote ook aanspraak op de Engelse troon kon maken. Hij wachtte echter tot 1069, voordat hij in actie kwam. Ten slotte kan men de aanvallen van Tostig Godwinson in het begin van 1066 als een poging zien de Engelse troon te bemachtigen, maar na zijn nederlaag tegen de graven Edwin en Morcar van Northumbria en de desertie van de meeste van zijn volgelingen verbond hij zijn lot met dat van Harald Hardrada.

## Tostig Godwinsons invallen en de Noorse invasie
In het begin van 1066 voerde Harolds uit Northumbria verbannen broer Tostig Godwinson overvallen op de Zuidoost-Engelse kust uit met een vloot die hij in het graafschap Vlaanderen had geworven. Deze vloot werd later nog aangevuld met schepen uit de Orkney-eilanden. Bedreigd door Harolds vloot begaf Tostig zich met zijn vloot naar het noorden en voerde daar overvallen uit op de kust van East Anglia en Lincolnshire, maar hij werd naar zijn schepen teruggedreven door de broers Edwin van Mercia en Morcar van Northumbria. Verlaten door de meeste van zijn volgelingen, trok hij nu naar Schotland, waar hij in de zomer van 1066 verse troepen wierf. Intussen bracht koning Harold Godwinson de zomer aan de zuidkust van Engeland door met een groot leger en vloot. Hij wachtte daar tot het moment dat Willem van Normandië zijn invasie in Zuid-Engeland zou uitvoeren om dan zo snel mogelijk zelf in actie te komen. Het grootste deel van zijn troepen bestond echter uit milities en het oogstseizoen kwam eraan. De krijgers moesten thuis hun gewassen gaan oogsten of daar ten minste toezicht op gaan houden. Hierdoor werd Harold gedwongen zijn leger op 8 september te ontbinden.
Koning Harald Hardrada viel Noord-Engeland in het begin van september binnen. Hij beschikte over een vloot van meer dan 300 schepen en ongeveer 15.000 man man. Haralds leger werd nog verder versterkt door de troepen van Tostig, die na zijn eerdere avonturen zijn steun gaf aan de poging van de Noorse koning om de Engelse troon te bemachtigen. Oprukkend naar York, slaagde de Noren er in deze stad te bezetten na eerst op 20 september tijdens de slag bij Fulford een Noord-Engels leger onder leiding van de graven Edwin van Mercia en Morcar van Northumbrië te hebben verslagen. De twee graven waren onmiddellijk naar de plaats van de Noorse invasie getrokken om daar de Noorse strijdkrachten tegemoet te treden. Zij hadden niet gewacht totdat koning Harold uit het zuiden had kunnen komen. Hoewel Harold II van Engeland met Edwin en Morcars zuster, Ealdgyth, was getrouwd, is het mogelijk dat de twee graven Harold wantrouwden en vreesden dat de koning van plan was Morcar te vervangen door zijn broer Tostig. Het eindresultaat was dat hun troepen werden vernietigd en dat het Noord-Engelse leger niet meer in staat was om verder deel te nemen aan de rest van de campagnes van 1066, hoewel de twee graven zelf de strijd overleefden.
Hardrada trok na de slag bij Fulford op naar York. Deze stad gaf zich aan hem over. Na het nemen van gijzelaars uit de leidende personen van de stad, begaven de Noren zich op 24 september naar het kleine dorpje Stamford Bridge. King Harold had waarschijnlijk medio september van de Noorse invasie gehoord en was kort daarna naar het noorden. Onderweg verzamelde hij zijn troepen. De koninklijke troepen deden er waarschijnlijk negen dagen over om de afstand van Londen naar York af te leggen, wat betekent dat zij gemiddeld zo'n veertig kilometer per dag aflegden. Bij de dageraad van 25 september bereikten Harolds troepen York, waar hij hoorde waar het Noorse leger zich ophield. De Engelsen marcheerden direct door naar Stamford Bridge, waar zij erin slaagden om de Noren te verrassen. In de slag bij Stamford Bridge werden zowel Harald Hardrada als Tostig Godwinson gedood. De Noren leden zulke grote verliezen dat slechts 24 van de oorspronkelijke 300 schepen volstonden om de overlevenden terug naar Noorwegen te vervoeren. De Engelse overwinning was echter kostbaar. Ondanks de overwinning bevond Harolds leger zich na de slag in een gehavende en verzwakte staat.

## Normandische invasie

### Normandische voorbereidingen en samenstelling van de strijdkrachten
William organiseerde een grote invasievloot. Zijn leger verzamelde hij uit Normandië en uit geheel Noord-Frankrijk, daaronder ook grote contingenten uit Bretagne en Vlaanderen. Hij verzamelde zijn troepen bij Saint-Valery-sur-Somme. Rond 12 augustus was hij klaar om het Kanaal over te steken. De exacte aantallen en de samenstelling van Willems strijdmacht is onbekend. Een eigentijds document beweert dat William over 726 schepen kon beschikken, maar dit grote aantal kan overdreven zijn geweest. Aantallen troepen die door contemporaine schrijvers werden gegeven zijn meestal sterk overdreven; zij lopen uiteen van 14.000 tot 150.000 man. Moderne historici hanteren een ander scala van schattingen voor de omvang van Willems strijdmacht: 7.000-8.000 mannen, waarvan 1.000-2.000 cavalerie; 10.000-12.000 man; 10.000 man, waarvan 3.000 van hen cavalerie; of 7.500 man.
Het leger zou hebben bestaan uit een mix van cavalerie, infanterie en boogschutters of kruisboogschutters, met ongeveer gelijke aantallen cavalerie en boogschutters. De helft van het aantal manschappen bestond uit infanterie. Hoewel latere lijsten van metgezellen van Willem de Veroveraar bewaard zijn gebleven, zijn de meeste daarvan aangevuld met extra namen; van slechts ongeveer 35 personen kan op betrouwbare wijze worden beweerd dat zij Willem van Normandië bij Hastings hebben vergezeld.
De kroniekschrijver Willem van Poitiers vermeldt dat Willem van Normandië toestemming van paus Alexander II kreeg voor de invasie; dit werd aangeduid door een pauselijke banier. Daarnaast kreeg hij ook diplomatieke steun van andere Europese heersers. Hoewel Alexander zijn pauselijke goedkeuring gaf nadat de verovering was gelukt, zijn er geen andere bronnen die over pauselijke steun voorafgaande aan de invasie reppen. Willems leger verzamelde zich in de zomer terwijl er ondertussen in Normandië een invasievloot werd gebouwd. Hoewel zowel leger als vloot begin augustus gereed waren, zorgde volgens de officiële lezing tegenwind ervoor dat de schepen pas eind september uit Normandië konden vertrekken. Waarschijnlijk waren er echter andere redenen voor deze vertraging, waaronder rapporten van inlichtingendiensten uit Engeland die onthulden dat Harolds troepen langs de Engelse zuidkust werden ingezet. Willem zou er de voorkeur aan geven hebben om de invasie te vertragen totdat hij verzekerd was van een ongehinderde landing.

### Normandische landing en Harolds mars zuidwaarts
De Normandiërs staken een paar dagen na de overwinning van Harold over naar Engeland. Mede omdat Harolds zeemacht nu verspreid was, hadden zij een rustige overtocht. Op 28 september landden zij bij Pevensey in Sussex. In Hastings liet Willem een houten kasteel opzetten. Van daaruit werden plundertochten in de nabije omgeving uitgevoerd. Dit zorgde voor de benodigde aanvoer van proviand voor mens en paard. Aangezien een groot deel van de omringende landerijen in eigendom was van Harold en zijn familie, verzwakten deze plundertochten Willems tegenstander en maakten zij de kans groter dat Harold zou aanvallen met als doel om zo snel mogelijk een einde aan deze plundertochten te maken.
Nadat Harold zijn broer Tostig en koning Harald Hardrada bij Stamford had verslagen, liet hij een groot deel van zijn strijdmacht, met inbegrip van de legers van Morcar en Edwin, in het noorden achter en marcheerden hij met de rest van zijn leger naar het zuiden om de dreigende Normandische invasie het hoofd te bieden. Het is onduidelijk wanneer Harold precies van Willems landing in het zuiden hoorde, maar dit was waarschijnlijk pas na zijn overwinning in het noorden, toen hij al op weg terug was naar het zuiden. Harold stopte in Londen ongeveer een week voordat hij Hastings bereikte. Het is dus waarschijnlijk dat hij de tweede week gebruikte om naar het zuiden te marcheren. Voor de bijna 320 kilometer van het noorden naar Londen legde hij gemiddeld ongeveer drieënveertig kilometer per dag af.
Hoewel Harold probeerde om de Normandiërs te verrassen, meldden Willems verkenners de aankomst van het Engelse leger bijtijds aan de hertog. De exacte gebeurtenissen voorafgaand aan de slag zijn onduidelijk, met tegenstrijdige verklaringen in de bronnen, maar allemaal zijn zij het er over eens dat Willem zijn leger vanuit zijn houten kasteel leidde en zijn leger in de richting van de vijand liet optrekken. Harold had een defensieve positie betrokken op top van Senlac Hill (het tegenwoordige Battle in het graafschap East Sussex), ongeveer 10 kilometer van het kasteel van Willem bij Hastings.
Over de omvang en de samenstelling van Harolds leger zijn geen betrouwbare, eigentijdse bronnen overgeleverd. Twee Normandische bronnen geven cijfers van een leger van respectievelijk 1,2 miljoen en 400.000 man, maar dat is natuurlijk flauwekul. Hedendaagse historici zijn met cijfers gekomen die variëren van 5.000 tot 13.000 man voor Harolds leger bij Hastings, de meeste schattingen zijn het echter eens over een aantal van de tussen de 7.000 en 8.000 Engelse troepen. Deze mannen zouden een mix zijn geweest van de fyrd, de militie die voornamelijk was samengesteld uit voetvolk, en de huiskerels, de persoonlijke troepen van de koning en andere hoge edelen. Ook zij vochten voornamelijk te voet. Het belangrijkste verschil tussen de twee zat hem in hun bescherming tegen schot- en steekwonden; de huiskerels waren beter beschermd dan de fyrd. Hoewel er wel een kleine groep bij de slag aanwezig was, lijkt het Engelse leger niet veel gebruik te hebben gemaakt van boogschutters. Van weinig individuele Engelsen is bekend dat zij bij Hastings hebben gevochten; de meest bekende zijn wel Harolds broers Gyrth en Leofwine. Van 18 andere genoemde personen kan redelijkerwijs worden aangenomen dat zij in het leger van Harold hebben gevochten tijdens de slag bij Hastings, daaronder nog twee andere familieleden van Harold.

### Hastings
De strijd begon op 14 oktober 1066 om ongeveer negen uur 's ochtends en duurde de hele dag. Hoewel het verloop van de slag in grote lijnen bekend is, spreken de bronnen elkaar soms tegen over de exacte gebeurtenissen. Hoewel het aantal strijdenden aan beide kanten niet veel van elkaar verschilden, beschikte hertog Willem van Normandië zowel over cavalerie en infanterie, alsmede over veel boogschutters, terwijl Harolds leger slechts uit voetvolk en enkele boogschutters bestond. De Engelse soldaten vormden een schildmuur op de kam van Senlac Hill. In eerste instantie waren zij zo effectief dat Willems leger met zware verliezen werd teruggeslagen. Sommige van Willems Bretonse troepen raakten in paniek en vluchtten, waarna sommige van de Engelse troepen hen achterna zetten. Dit gaf de Normandische cavalerie de kans om de achtervolgende Engelsen te doden. Terwijl de Bretons vluchten, deden geruchten in het Normandische kamp de ronde dat hertog Willem zou zijn gedood. Willem was echter in staat deze geruchten te ontzenuwen en zijn troepen opnieuw aan te zetten tot de strijd.
Na deze gebeurtenis veinsden de Normandiërs tot twee keer een zogenaamde terugtocht, dit om de Engelsen te verleiden nogmaals de achtervolging in te zetten en de Normandische cavalerie zo de kans te geven hen opnieuw aan te vallen. De bronnen zijn meer verward over de gebeurtenissen in de namiddag, maar het lijkt erop dat de beslissende gebeurtenis de dood van Harold is geweest. Over hoe hij stierf doen tegenstrijdige verhalen de ronde. Willem van Jumièges geeft aan Harold door hertog Willem zelf werd gedood. Volgens anderen geeft het tapijt van Bayeux aan dat Harold stierf nadat hij een pijl in zijn oog had gekregen, maar dit kan ook een latere aanpassing van het tapijt zijn geweest om het te laten voldoen aan de 12e-eeuwse verhalen dat Harold aan de gevolgen van een pijlwond aan zijn hoofd was gestorven. Andere bronnen vertellen dat niemand precies weet hoe Harold is overleden; het strijdgewoel rond de koning was dusdanig dat de soldaten niet hadden kunnen zien wie de fatale klap uitdeelde. Willem van Poitiers ten slotte geeft helemaal geen details over de dood van Harold.

### Nasleep van de slag bij Hastings
De dag na de slag werd Harolds lichaam geïdentificeerd, hetzij aan de hand van zijn wapenuitrusting, hetzij door kenmerken op zijn lichaam. De lichamen van de Engelse doden, waaronder een aantal van Harolds broers en zijn huiskerels, werden op het slagveld achtergelaten, Een aantal lijken werd later door familieleden alsnog verwijderd. Gytha, Harolds moeder, bood de zegevierende hertog in ruil voor het lichaam van haar zoon diens gewicht in goud aan, maar dit aanbod werd geweigerd. Willem van Normandië beval dat Harolds lichaam in zee moest worden geworpen, maar of dat ook daadwerkelijk is gebeurd, is onduidelijk. Een ander verhaal vertelt dat Harolds lichaam op de top van een klif werd begraven. De abdij van Waltham, die was opgericht door Harold, beweerde later dat zijn lichaam daar in het geheim zou zijn begraven. In latere legendes werd wel beweerd dat Harold niet in Hastings was gestorven, maar was ontsnapt en dat hij vervolgens als kluizenaar in Chester zou hebben geleefd.
Na zijn overwinning bij Hastings verwachtte Willem dat de overlevende Engelse leiders zich aan hem zouden onderwerpen, maar in plaats daarvan werd Edgar Ætheling door de Witenagemot tot koning uitgeroepen. Hij had de steun van de graven van Edwin van Mercia en Morcar van Northumbria, Stigand, de aartsbisschop van Canterbury, en Ealdred, de aartsbisschop van York. Toen Willem hiervan hoorde marcheerde hij langs de kust van Kent naar Londen. Onderweg versloeg hij nog een Engelse strijdmacht, die hem bij Southwark aanviel. Eenmaal bij Londen aangekomen bleek hij niet in staat om vanuit het zuiden komende, de London Bridge te bestormen. Hij werd gedwongen om de Engelse hoofdstad langs een omweg te bereiken.
Willem trok de Theems-vallei in om stroomopwaarts een plaats te vinden waar hij de rivier kon oversteken. Die plaats vond hij bij Wallingford in het graafschap Berkshire; daar onderwierp Stigand, de aartsbisschop van Canterbury zich aan Willem van Normandië. Willem vertrok vervolgens in noordoostelijke richting naar de Chilterns, voordat hij vandaar vanuit het noordwesten naar Londen oprukte. Op weg kwam het opnieuw tot een militaire confrontantie, nu met troepen uit de stad. Nadat zij hadden gefaald een effectieve militaire reactie te organiseren, verloren Edgars toon-aangevende aanhangers hun koelbloedigheid. De Engelse leiders gaven zich bij Berkhamsted in Hertfordshire over aan Willem van Normandië.
Op 25 december 1066 werd Willem in Westminster Abbey door Ealdred, de aartsbisschop van York, tot koning van Engeland uitgeroepen en gekroond. De nieuwe koning probeerde zich met de resterende Engelse adel te verzoenen door Morcar, Edwin en Waltheof, de graaf van Northumbria, in hun graafschappen te bevestigen. Ook gaf hij enige landerijen in leen aan Edgar Ætheling. Willem bleef tot maart 1067 in Engeland. Daarna keerde hij terug naar Normandië. Wel nam hij de minder betrouwbaar geachte Engelsen in quasi-gevangenschap met zich mee naar Normandië, daaronder Stigand, Morcar, Edwin, Edgar Ætheling en Waltheof.

## Engels verzet

### Eerste opstanden
Ondanks de onderwerping van de Engelse adel, bleef de weerstand tegen de Normandische verovering nog jaren bestaan. Na zijn terugkeer naar Normandië liet Willem het bestuur over Engeland in handen van zijn halfbroer Odo van Bayeux en een van zijn trouwste aanhangers, Willem FitzOsbern. In 1067 voerden rebellen in Kent in samenwerking met Eustaas II van Boulogne een mislukte aanval uit op het kasteel van Dover. Een grootgrondbezitter uit Shropshire, Eadric de Wilde, startte in alliantie met de Welsh heersers van Gwynedd en Powys een opstand in het westen van Mercia. Hij bond de strijd aan met Normandische troepen in Hereford. Deze gebeurtenissen dwongen Willem om aan het einde van het jaar 1067 naar Engeland terug te keren. in 1068 belegerde Willem van Normandië rebellen in Exeter, daaronder ook Harolds moeder, Gytha. Na bij deze belegering zware verliezen te hebben geleden, slaagde hij er echter na onderhandelen in om de stad weer in handen te krijgen.
In mei werd Willems vrouw Mathilde van Vlaanderen in de abdij van Westminster tot koningin van Engeland gekroond, een belangrijk symbool van Willems internationale statuur. Later in het jaar begonnen Edwin en Morcar met de steun van de Welsh een opstand in Mercia, terwijl Gospatric, de nieuw benoemde graaf van Northumbria, een opstand in Northumbria aanvoerde, het noordelijke gebied dat op dat moment nog niet door de Normandiërs was bezet. Deze opstanden stortten alle al snel in, nadat Willem zich ertegenaan had bemoeid. Willem de Veroveraar bouwde vervolgens ook in het noorden kastelen, die hij van garnizoenen voorzag, zoals hij dit eerder ook al in het zuiden had gedaan. Edwin en Morcar onderwierpen zich opnieuw, terwijl Gospatric naar Schotland vluchtte, net als Edgar Ætheling en zijn familie, die mogelijk ook bij deze opstanden betrokken was. Ondertussen voerden Harolds zonen, die hun toevlucht in Ierland hadden gezocht, vanuit zee overvallen uit op de kusten van Somerset, Devon en Cornwall.

### Revoltes in 1069
Vroeg in 1069 werd de nieuw geïnstalleerde Normandische graaf van Northumbria, Robert de Comines, samen met enkele honderden soldaten, die hem vergezelden, afgeslacht bij Durham; bij deze Northumbrische opstand sloten Edgar, Gospatric, Siward Schuur en andere opstandelingen, die hun toevlucht in Schotland hadden genomen, zich aan. De kastelein van York, Robert FitzRichard, werd verslagen en gedood, en de rebellen belegerden het Normandische kasteel in York. Hierop haastte Willem de Veroveraar zich met een leger naar het noorden, waar hij de rebellen buiten York versloeg en tot in de stad achtervolgde. Daar moordde hij vervolgens de inwoners uit en maakte op deze manier een einde aan de opstand. Hij bouwde een tweede kasteel in York, versterkte de Normandische krachten in Northumbria en keerde daarna terug naar het zuiden. Een volgende lokale opstand werd verpletterd door het garnizoen van York. Harold's zonen lanceerden een tweede reeks overvallen vanuit Ierland, maar werden in Devon verslagen door Normandische troepen onder leiding van graaf Brian, een zoon van graaf Odo I van Penthièvre.

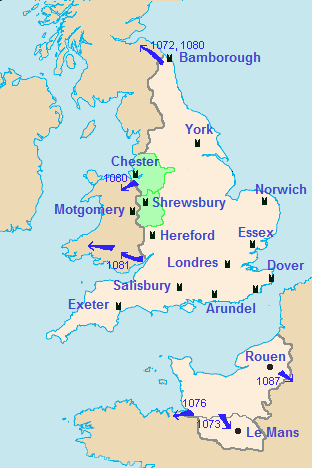
Expansie van het rijk van Willem de Veroveraar tussen 1072 en 1087.

In augustus of september 1069 arriveerde een grote, door Sven II van Denemarken gestuurde vloot voor de kust van Engeland. Dit was het signaal voor een nieuwe golf van opstanden in het hele land. Na mislukte overvallen in het zuiden, bundelden de Denen hun krachten met weer een nieuwe Northumbrische opstand, waar opnieuw Edgar, Gospatric, Waltheof en de andere Schotse ballingen zich bij aansloten. De gecombineerde Deens en Engels strijdkrachten versloegen het Normandische garnizoen in York, namen de kastelen in verkregen de controle over Northumbria, hoewel een door Edgar geleide inval in Lincolnshire werd afgeslagen door het Normandische garnizoen van Lincoln.
Op hetzelfde moment laaide de weerstand weer op in het westen van Mercia, waar de strijdkrachten van Eadric de Wilde, samen met zijn Welsh bondgenoten en verdere rebellen uit Cheshire en Shropshire het kasteel van Shrewsbury aanvielen. In het zuidwesten vielen rebellen uit Devon en Cornwall het Normandische garnizoen in Exeter aan. Deze aanval werd echter afgeslagen door de verdedigers en daarna sloeg een Normandisch hulpleger onder leiding van graaf Brian de aanvallers uiteen. Andere rebellen uit Dorset, Somerset en aangrenzende gebieden belegerden het kasteel van Montacute, maar zij werden verslagen door een Normandisch leger onder leiding van Geoffrey van Coutances, dat was verzameld vanuit Londen, Winchester en Salisbury. Ondertussen viel Willem de Denen aan, die voor de winter ten zuiden van de Humber in Lincolnshire hun kamp hadden opgeslagen. Hij dreef hen terug naar de noordelijke oever. Na Robert van Mortain belast te hebben met het bestuur van Lincolnshire, begaf hij zich nu naar het westen en versloeg daar de Mercische rebellen in de strijd bij Stafford. Toen de Denen probeerden om naar Lincolnshire terug te keren, dreven de Normandische strijdkrachten hen opnieuw weer terug over de Humber. Willem trok nu op naar Northumbria. Hij wist een poging te weerstaan om zijn oversteek van de gezwollen rivier de Aire bij Pontefract te blokkeren. De Denen vluchtten bij zijn nadering, en hij bezette York. Vervolgens kocht hij de Denen af die er nu mee instemden om Engeland in het voorjaar te verlaten. Tijdens de zogenaamde Harrying of the North verwoestten zijn troepen in de winter van 1069-70 het graafschap Northumbria op systematische wijze. De Normandiërs wisten alle tegenstand neer te slaan. Als een symbool van zijn hernieuwde gezag over het noorden droeg Willem op kerstdag 1069 in York op ceremoniële wijze zijn kroon.
Nadat hij zich in het begin van 1070 van de onderwerping van Waltheof en Gospatric had verzekerd, en nadat hij Edgar en zijn overgebleven aanhangers naar Schotland had teruggedreven, keerde Willem terug naar Mercia, waar hij zich een tijdje in Chester ophield om alle resterende weerstand in dit gebied te verpletteren. Daarna keerde hij terug naar het zuiden. De pauselijke legaten waren intussen gearriveerd. Met Pasen herkroonden de legaten Willem, wat zijn recht op het Engelse koninkrijk symbolisch zal hebben herbevestigd. Willem overzag ook een zuivering van de Engelse kerkelijke prelaten, met name Stigand, die nu als aartsbisschop van Canterbury werd afgezet. De pauselijke legaten legden ook boetedoeningen op aan Willem en zijn aanhangers, die aan de slag bij Hastings en de daarop volgende campagnes hadden deelgenomen. Evenals het aartsbisdom van Canterbury, was ook het aartsbisdom van York in september 1069 vrijgekomen, toen de ambterende aartsbisschop Ealdred overleed. Beide vacatures werden opgevuld met mannen die trouw aan Willem waren: Lanfranc van Bec, de abt van de abdij van Bec en daarna abt van de door Willem gestichte abdij van Sint-Stefanus in Caen werd aartsbisschop van Canterbury, terwijl Thomas van Bayeux, een van Willems hofkapelaans, als aartsbisschop van York werd geïnstalleerd. Enkele andere bisdommen en abdijen kregen ook nieuwe bisschoppen en abten. Ook confisqueerde Willem een aantal van de rijkdommen van het Engelse kloosters, die als bewaarplaatsen hadden gediend voor de activa van de inheemse adel.

### Deense troebelen
In 1070 kwam Sven II van Denemarken in Engeland aan om persoonlijk het leiderschap van de vloot op zich te nemen. Hij zegde de eerdere toezegging om naar Denemarken terug te keren op, en stuurde toepen naar the Fens om zijn krachten te bundelen met die van de Engelse rebellen onder leiding van Hereward de Wakende, die zijn basis had op het Isle of Ely. Sweyn accepteerde echter al snel een verdere betaling van Danegeld door Willem, en keerde naar huis terug.
Na het vertrek van de Denen bleven de rebellen uit het Fenland actief. Zij werden beschermd door de moerassen, waarin zij verbleven. In het begin van 1071 was er een laatste uitbarsting van rebellenactiviteit in dit gebied. Edwin en Morcar keerden zich weer tegen Willem, en hoewel Edwin snel werd verraden en nu werd vermoord, bereikte Morcar de plaats Ely, waar verbannen rebellen, die per boot over de Noordzee vanuit Schotland waren gekomen, zich bij Morcar en Hereward aansloten. Willem kwam met een leger en een vloot om deze laatste plaats van verzet te breken. Na enkele kostbare mislukkingen slaagden de Normandiërs er in om een ponton te bouwen en zo het eiland van Ely te bereiken. Zij versloegen de rebellen in het bruggenhoofd en bestormden het eiland. Dit markeerde het effectieve einde van het Engelse verzet. Morcar werd gevangengenomen en voor de rest van zijn leven opgesloten; Hereward kreeg vergeving en zijn landerijen werden aan hem teruggegeven.

### Laatste verzet - "opstand der graven"
Problemen met zijn continentale bezittingen noopten Willem om in 1071 naar het continent te vertrekken. In 1072 was hij echter in de gelegenheid om naar Engeland terug te keren. Hij trok nu naar het noorden om koning Malcolm III van Schotland te confronteren. Deze campagne, waarbij het Normandische landleger ondersteund werd door een vloot, resulteerde in het verdrag van Abernethy, waarin Malcolm toezegde om Edgar Ætheling uit Schotland te verbannen. Ook stemde hij in met een zekere mate van ondergeschiktheid aan Willem. De exacte status van deze ondergeschiktheid was onduidelijk - het verdrag verklaarde slecht dat Malcolm Willems man werd. Of dit alleen gold voor Cumbria en Lothian of misschien toch voor het hele Schotse koninkrijk werd onduidelijk gelaten.
Tijdens Willems afwezigheid in 1075 zetten Ralph de Gael, de graaf van Norfolk en Roger de Breteuil, de graaf van Hereford een samenzwering tegen Willem op touw, de zogenaamde opstand van de graven. De exacte reden voor deze opstand is onduidelijk, maar de opstand werd in gang gezet bij de bruiloft van Ralph met een vrouwelijk familielid van Roger. Deze bruiloft werd gehouden in Exning. Een andere graaf, Waltheof van Northumbrië was er ook bij betrokken, dit ondanks het feit dat hij een van Willems favorieten was. Ook stonden een aantal Bretonse heren klaar stonden om ondersteuning te bieden. Ralph had ook om Deense steun gevraagd. Willem bleef tijdens deze opstand in Normandië, terwijl zijn mannen de opstand in Engeland neersloegen. Roger was niet in staat om zijn sterkte in Herefordshire te verlaten, dit vanwege de inspanningen van Wulfstan, de bisschop van Worcester en Æthelwig, de abt van Evesham. Als een gevolg van de gezamenlijke inspanningen van Odo van Bayeux, Geoffrey van Coutances, Richard fitzGilbert en Willem van Warenne zat Ralph de Gael opgesloten in het kasteel van Norwich. De stad Norwich werd belegerd en gaf zich over, en Ralph ging in ballingschap. Ondertussen was de broer van de Deense koning, Knoet IV uiteindelijk met een vloot van 200 schepen in Engeland aangekomen, maar aangezien Norwich zich al had overgegeven was hij te laat. De Denen voerden vervolgens overvallen op de kust uit, alvorens toch maar naar huis te gaan. Willem keerde pas later in het jaar 1075 terug naar Engeland, om met de Deense dreiging af te rekenen en de nasleep van de opstand tot een goed einde te brengen; hij vierde het kerstfeest dat jaar in Winchester. Roger en Waltheof bleven in de gevangenis, waar Waltheof in mei 1076 werd geëxecuteerd, Tegen die tijd was Willem alweer teruggekeerd naar het continent, waar Ralph de Gael de opstand vanuit het hertogdom Bretagne voortzette.

## Controle over Engeland

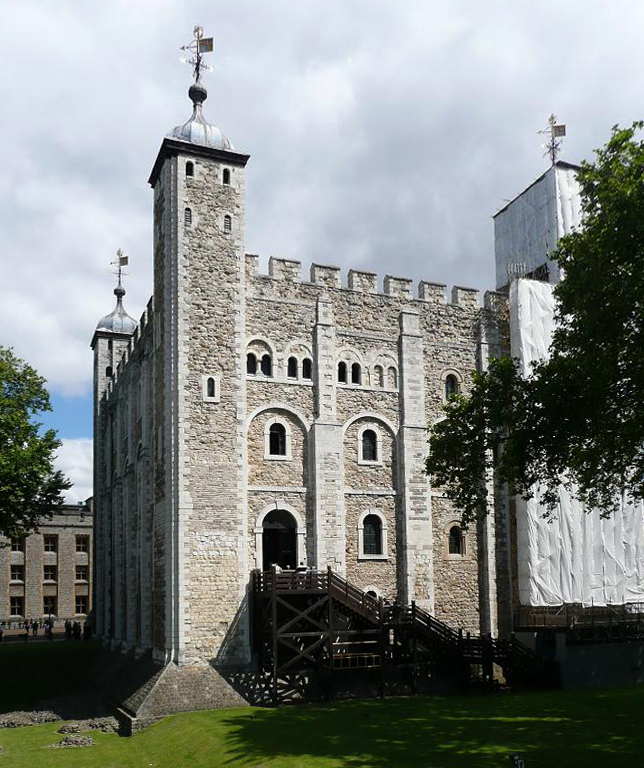
De bouw van de Tower van London werd oorspronkelijk begonnen door Willem de Veroveraar om Londen onder controle te kunnen houden.

Zodra Engeland eenmaal was veroverd, kregen de Normandiërs te maken met vele uitdagingen om de controle over hun nieuw verworven gebied te handhaven. In verhouding tot de inlandse Engelse bevolking waren zij gering in aantal; historici schatten het aantal Normandische kolonisten (inclusief mensen uit het andere delen van het huidige Frankrijk en Vlaanderen) op zo rond de 8.000. Willems volgelingen verwachtten en kregen ook landgoederen en titels in ruil voor hun diensten tijdens de invasie en verovering van Engeland, maar Willem claimde het ultieme bezit van al het land in Engeland waarover zijn legers hem de de facto controle hadden gegeven, en beweerde over het land te kunnen beschikken, zoals hem dit uitkwam. Voortaan werd al het land rechtstreeks in leen gehouden van de koning; dit in ruil voor te verlenen militaire diensten. Een Normandisch heer beschikte meestal over landerijen die vrij willekeurig over geheel Engeland en Normandië verspreid lagen, zij lagen meestal niet geconcentreerd in één graafschap.
Om de landgoederen te vinden om zijn Normandische volgelingen te compenseren, legde Willem aanvankelijk beslag op de landgoederen van alle Engelse heren, die samen met Harold hadden gevochten en die samen met hem gestorven waren. Hij herverdeelde een deel van hun landerijen. Deze verbeurdverklaringen leidden tot opstanden, wat weer resulteerde in meer verbeurdverklaringen, een cyclus die gedurende vijf jaar na de Slag bij Hastings doorging. Om verdere opstanden te voorkomen en zo nodig neer te kunnen slaan bouwden de Normandiërs in tot dan toe ongekende aantallen kastelen en vestingwerken, aanvankelijk vooral van het mottekasteel-type. De historicus Robert Liddiard merkt op dat men maar een "een blik hoeft te werpen op het stedelijk landschap van steden als Norwich, Durham of Lincoln om met kracht te worden herinnerd aan de impact van de Normandische invasie". Willem en zijn baronnen oefenden ook een sterke controle uit over de erfenissen van eigendommen door weduwen en dochters. Deze werden vaak gedwongen in het huwelijk te treden met Normandiërs.
Een maatstaf voor Willems succes in het verkrijgen van de controle over Engeland is dat vanaf 1072 tot aan de Franse verovering van het hertogdom Normandië in 1204 Willem de Veroveraar en zijn opvolgers zich konden veroorloven om grotendeels afwezige heersers te zijn. Na 1072 bracht Willem bijvoorbeeld meer dan 75 procent van zijn tijd door in gebieden die nu in het huidige Frankrijk liggen. Terwijl hij persoonlijk in Normandië aanwezig moest zijn om zijn hertogdom tegen buitenlandse invasie te verdedigen en interne opstanden neer te slaan, was hij in staat om de koninklijke administratieve structuren in Engeland zo te organiseren dat hij Engeland grotendeels van een afstand kon regeren.

## Gevolgen

### Vervanging van de elite
Een direct gevolg van de invasie was de bijna totale eliminatie van Engelse aristocratie en het verlies van de Engelse controle over de Rooms-Katholieke Kerk in Engeland. Willem de Veroveraar onteigende stelselmatig Engelse landeigenaren en gaf hun eigendom in leen aan zijn continentale volgelingen. Het Domesday Book documenteert de impact van dit kolossale programma van onteigening minutieus. Daaruit blijkt dat in 1086 slechts ongeveer vijf procent van al het land in Engeland ten zuiden van de rivier de Tees nog in Engelse handen was. Zelfs dit kleine residu werd in de decennia die volgden nog verder verminderd. De eliminatie van het inheemse grondbezit was in de zuidelijke delen van het land bijna compleet.
In Engeland geborenen werden ook uit hoge overheids- en kerkelijke ambten verwijderd. Na 1075 waren alle graafschappen in het bezit van Normandiërs. Engelsen werden slechts af en toe aangesteld als sheriffs. Ook in de kerk werden seniore Engelse ambtsdragers ofwel uit hun posities verdreven of na hun dood vervangen door buitenlanders. Vanaf 1096 waren er geen Engelse bisschoppen meer. Ook werden Engelse abten ongewoon, zeker in de grotere kloosters.

### Angelsaksische emigratie
Na de verovering ontvluchtten vele Angelsaksen, waaronder groepen van edelen, het land, voornamelijk naar Schotland, Ierland of Scandinavië. Leden van de familie van de verslagen koning Harold II van Engeland zochten hun toevlucht in Ierland en gebruikten hun bases in dat land voor een mislukte invasie van Engeland. De grootste uittocht deed zich voor in de jaren 1070, toen een groep Angelsaksen in een vloot van 235 schepen naar het Byzantijnse Rijk voer. Dit rijk werd een populaire bestemming voor veel Engelse edelen en soldaten, omdat de Byzantijnen huurlingen nodig hadden. Het Engelse contingent werd het overheersende element in de elite-eenheid de Varangiaanse garde, tot dan toe een grotendeels Scandinavische eenheid, waaruit de lijfwacht van de keizer werd samengesteld. Een deel van het Engelse migranten vestigde zich in de Byzantijnse grensgebieden aan de Zwarte Zee-kust. Zij stichtten daar steden als Nieuw London en Nieuw York.

### Bestuurlijke systemen

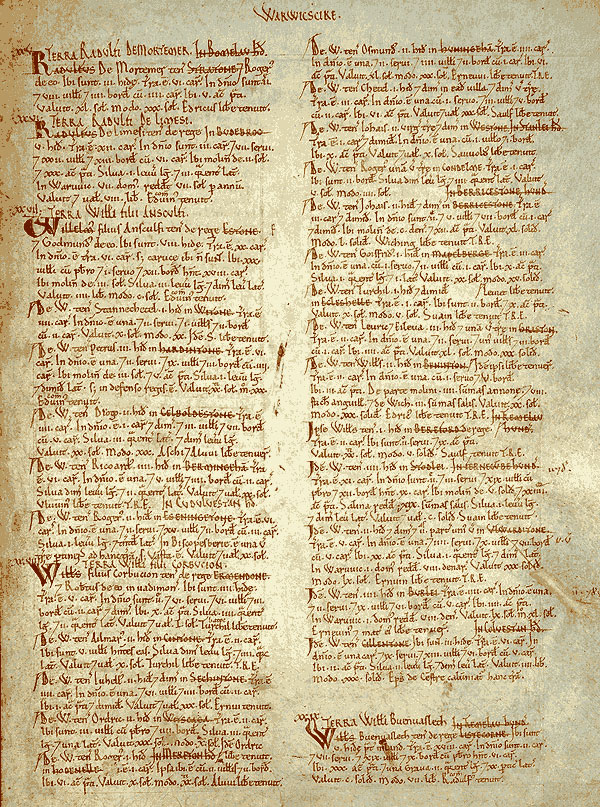
Bladzijde uit de Warwickshire sectie van het Domesday Book.

Voordat de Normandiërs kwamen, was het Angelsaksische regeringssysteem geavanceerder dan dat in Normandië zelf. Engeland was in administratieve eenheden verdeeld, die shires werden genoemd. Deze shires waren zelf ook weer onderverdeeld; het koninklijk hof was het centrum van de regering. Koninklijke hoven hadden de plicht om de rechten van vrije mannen veilig te stellen. Shires werden bestuurd door ambtenaren die bekendstonden als shire-reeves, later verkort tot sheriffs. De meeste middeleeuwse overheden waren altijd onderweg; zij hielden bij voorkeur daar zitting waar het weer, de voedselsituatie of andere zaken op dat moment het gunstigst waren. Engeland had al voor Willems verovering een permanente treasury, in Winchester, de voormalige hoofdstad van het koninkrijk Wessex.
Een belangrijke reden voor de kracht van de Engelse monarchie was de rijkdom van het koninkrijk. Deze was voor een groot deel gebaseerd op het Engelse systeem van belastingheffing, waaronder een grondbelasting, het geld. Engelse munten waren ook superieur aan die van de meeste andere betaalmiddelen in Noordwest-Europa, en het recht om munten te slaan was een koninklijk monopolie. De Engelse koningen hadden ook een systeem ontwikkeld om writs aan hun ambtenaren uit te vaardigen, dit in aanvulling op de normale middeleeuwse praktijk van het uitvaardigen van oorkonden (charters). Writs waren ofwel instructies aan een ambtenaar of een groep van ambtenaren, of notificaties van koninklijke acties zoals benoemingen of het verstrekken van subsidies van allerlei soort.
Deze verfijnde middeleeuwse vorm van regering kwam na de verovering in handen van de Normandiërs en was de basis voor verdere ontwikkelingen. De Normandiërs behielden de kern van deze manier van regeren, maar wel werden bijna alle ambtenaren vervangen, hoewel de nieuwe koning in eerste instantie nog had geprobeerd om een paar Engelsen in hun ambt te houden. Tegen het einde van Willems regering bestond het merendeel van de regeringsambtenaren en die van het koninklijk huishouden uit Normandiërs. De gebruikte taal in officiële documenten veranderde ook, van Oudengels naar Latijn. Er werden boswetten ingevoerd, waarin grote delen van Engeland opnieuw werden ingedeeld als koninklijk bos. De Domesday-enquête was een administratieve catalogus van het grondbezit op dat moment in het koninkrijk, en was uniek voor het middeleeuwse Europa. Het Domesday-Book werd opgedeeld in secties op basis van de shires (de latere graafschappen), en vermeldde alle grondbezit van elke hoofdleenman van de koning. Ook stond er een vermelding in van wie de landerijen vóór de Normandische verovering waren geweest.

### Taal
Een van de meest duidelijke gevolgen van de verovering was de introductie van het Anglo-Normandisch, een noordwestelijk dialect van het Oudfrans, als de taal van de heersende klassen in Engeland. Het oude Engels verdween als taal van de machthebbers. Franse leenwoorden drongen vanaf nu in sterke mate door in de Engelse taal.
De opvolger van het Oudengels, het Middelengels werd een soort mengtaal tussen de Romaanse talen en Germaanse talen. Het Oudfrans zou eeuwenlang de hoftaal blijven, pas in 1363 werd een zitting van het parlement voor het eerst geopend in de volkstaal, en dan nog door de kanselier namens de koning.
Een ander teken van de machtsverschuiving was het gebruik van Frankische namen die in het 11e-eeuwse Frankrijk in gebruik waren in plaats van de Angelsaksische namen, die tot dan toe in Engeland gebruikelijk waren. Mannelijke namen zoals Willem, Robert en Richard werden al snel gemeengoed; vrouwelijke voornamen veranderden langzamer. De Normandische invasie had weinig invloed op de plaatsnamen, die in de twee eeuwen voor de verovering al aanzienlijk waren veranderd onder invloed van de Scandinavische invasies.
Het is niet precies bekend hoeveel van de Engelse taal de Normandische invallers hebben opgepikt, noch hoe de kennis van het Frans zich onder de lagere klassen heeft verspreid, maar de eisen van de handel en de basiscommunicatie zullen er toch wel voor gezorgd hebben dat ten minste een deel van de Normandiërs en de inheemse Engelsen tweetalig waren. Toch is het bekend dat Willem de Veroveraar zelf nooit een praktische kennis van het Engels heeft opgedaan en dat de adel eeuwenlang het Engels niet goed machtig was.

### Immigratie en gemengde huwelijken
Naar schatting vestigden zo’n 8.000 Normandiërs en andere continentalen zich in de nasleep van de verovering in Engeland. Sommige van de nieuwe mannelijke bewoners traden in het huwelijk met Engelse vrouwen, maar de omvang van deze praktijk in de jaren direct na de Slag bij Hastings is onduidelijk. Het is overgeleverd dat er in de jaren voor 1100 meerdere huwelijken werden afgesloten tussen Normandische mannen en Engelse vrouwen, maar dergelijke huwelijken waren ongewoon. De meeste Normandiërs bleven huwelijken contracteren met andere Normandiërs of met andere continentale families in plaats van met Engelsen. Binnen een eeuw na de invasie waren huwelijken tussen Engelsen en de Normandische immigranten echter gemeengoed geworden. In de vroege jaren 1160 schreef Aelred van Rievaulx dat gemengde huwelijken in alle lagen van de maatschappij gewoon waren geworden.

### Maatschappij

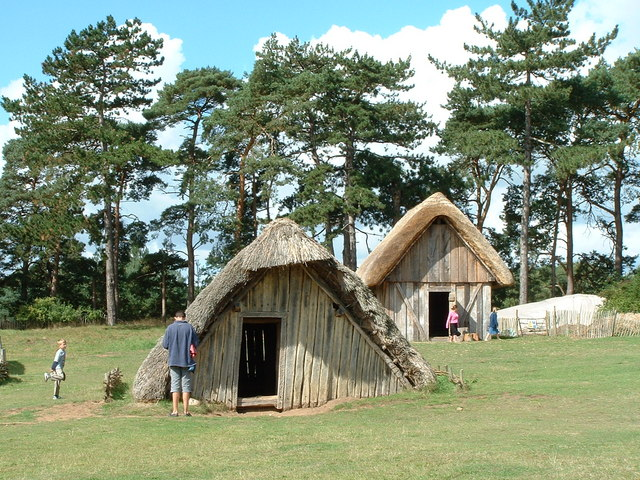
Moderne reconstructie van een Angelsaksisch dorp in West Stow.

De impact van de Normandische verovering op de lagere niveaus van de Engelse samenleving is moeilijk te beoordelen. De belangrijkste verandering op lange termijn was het verdwijnen van de slavernij in Engeland. Deze was tegen het midden van de 12e eeuw, een kleine eeuw na de invasie en verovering, verdwenen. In het Domesday Book, dat uit 1086 stamt, worden ongeveer 28.000 slaven vermeld, minder dan het aantal dat voor 1066 wordt gegeven. Op sommige plekken, zoals in Essex, was de daling van het aantal slaven over een periode van 20 jaar zo’n 20 procent. De belangrijkste redenen voor de vermindering van het aantal slaven was wel de afkeuring van deze praktijken door de Kerk. Daarnaast speelden ook exploitatiekosten van de slaven, die in tegenstelling tot lijfeigenen, volledig door de eigenaren moest worden gedragen, een rol. De praktijk van de slavernij werd overigens niet verboden, en in de Leges Henrici Primi uit de tijd van koning Hendrik I staat het houden van slaven vermeld als een legale activiteit.
Veel van de vrije boeren uit de Angelsaksische maatschappij lijken aan status te hebben ingeboet en zijn in het vervolg niet meer te onderscheiden van de niet-vrije lijfeigenen. Of deze verandering volledig het gevolg was van de Normandische verovering is onduidelijk, maar de invasie en haar na-effecten zullen waarschijnlijk een proces hebben versneld dat al eerder in gang was gezet. De verdere verspreiding van marktplaatsen en de toename van het aantal kernnederzettingen op het platteland werd door de komst van de Normandiërs naar Engeland waarschijnlijk versneld. De levensstijl van de boeren veranderde waarschijnlijk niet veel in de decennia na 1066. Hoewel eerdere historici betoogd hebben dat vrouwen minder vrij werden en als een gevolg van de verovering rechten verloren, wijst het huidige wetenschappelijk onderzoek deze visie af. Er is te weinig bekend over vrouwen die niet tot de landbezittende klassen behoorden om conclusies te kunnen trekken over de verandering in status van boerenvrouwen na 1066. Door hun verwantschapsrelaties lijken hoogadellijke vrouwen te zijn doorgegaan met het beïnvloeden van het politieke leven. Zowel vóór als na 1066 konden aristocratische vrouwen land bezitten en sommige vrouwen bleven ook het recht houden om naar eigen inzicht hun landerijen te vererven.

## Historiografie
Het debat over de Normandische verovering begon vrijwel onmiddellijk. Bij het bespreken van de dood van Willem de Veroveraar, hekelde de Angelsaksische kroniek hem en zijn verovering in versvorm. De necrologie door Willem van Poitiers, een Fransman, was daarentegen vol lof. Historici hebben sindsdien bijna constant over de feiten en over hoe die te interpreteren gedebatteerd. Tot op heden is men niet tot overeenstemming gekomen. In de 17e eeuw ontstond de theorie of de mythe van het "Normandische juk", dit is het idee dat de Angelsaksische maatschappij vrijer en gelijker was dan de maatschappij die na de verovering ontstond. Hoewel deze theorie meer zegt over de periode waarin zij werd geformuleerd dan over de historische feiten zelf, wordt deze theorie in zowel het politieke als populaire discours tot de huidige dag nog steeds gebruikt.
In de 20e en 21e eeuw hebben geschiedkundigen zich minder op de rechtvaardigheid van de verovering zelf gericht. In plaats daarvan hebben zij zich op de gevolgen van de invasie geconcentreerd. Sommigen, zoals Richard Southern, beschouwen de verovering als een kritiek keerpunt in de geschiedenis. Southern verklaarde dat "geen enkel land in Europa, in de periode tussen de opkomst van de barbaarse koninkrijken [in de vijfde en zesde eeuw] en de twintigste eeuw, in zo korte tijd een zo radicaal verandering onderging als Engeland na 1066." Andere historici, zoals H.G. Richardson en G.O, Sayles, zijn van mening dat de transformatie minder radicaal was. In meer algemene termen heeft één auteur de verovering beschreven als de "laatste echo van de nationale migraties die zo kenmerkend voor de vroege middeleeuwen waren". Het debat over de gevolgen van de verovering hangt sterk af van welke metrieken men gebruikt om de veranderingen na 1066 te meten. Aangezien in het Angelsaksische Engeland reeds voor de invasie met de introductie van het feodalisme, kastelen en andere veranderingen in de samenleving een nieuwe trend was ingezet, kan men niet beweren dat de Normandische verovering, hoe belangrijk ook, een radicale hervorming vertegenwoordigde. Maar als men deze afmeet aan de eliminatie van de Angelsaksische adel of de teloorgang van het Oudengels als literaire taal dan waren de gevolgen natuurlijk dramatisch. Door beide kanten van het debat zijn nationalistische argumenten aangevoerd; hierin worden de Normandiërs ofwel als vervolgers van de Angelsaksen ofwel als de redders van het land van een decadente Angelsaksische adel voorgesteld.

### Voetnoten
1. ↑  D. Bates, Normandy Before 1066, Londen, 1982, pp. 8-10.
2. ↑  D. Crouch, The Normans: The History of a Dynasty, Londen, 2007, pp. 15-16.
3. ↑  D. Bates, Normandy Before 1066, Londen, 1982, p. 12.
4. ↑  D. Bates, Normandy Before 1066, Londen, 1982, pp. 20-21.
5. ↑  E.M. Hallam - J. Everard, Capetian France 987–1328, New York, 20012, p. 53.
6. ↑  A. Williams, Æthelred the Unready: The Ill-Counselled King, Londen, 2003, p. 54.
7. ↑  R. Huscroft, Ruling England 1042–1217, Londen, 2005, p. 3.
8. ↑  P. Stafford, Unification and Conquest: A Political and Social History of England in the Tenth and Eleventh Centuries, Londen, 1989, pp. 86-99.
9. ↑  N. Higham, The Death of Anglo-Saxon England, Stroud, 2000, pp. 167-181.
10. ↑  N. Higham, The Death of Anglo-Saxon England, Stroud, 2000, pp. 167-181, I. Walker, Harold the Last Anglo-Saxon King, Gloucestershire, 2000, pp. 136-138.
11. ↑  D. Bates, William the Conqueror, Stroud, 2001, pp. 73-77.
12. ↑  N. Higham, The Death of Anglo-Saxon England, Stroud, 2000, pp. 188-190. Hardeknoet was de zoon van koning Knoet de Grote en Emma van Normandië, en was dus een halfbroer van Eduard de Belijder. Hij regeerde van 1040-1042, en stierf kinderloos. Zie ook: S. Keynes, art. Harthacnut, in M. Lapidge - J. Blair - S. Keynes - D. Scragg (edd.), Blackwell Encyclopaedia of Anglo-Saxon England, Malden, 2001, pp. 229–230.
13. ↑  R. Huscroft, The Norman Conquest: A New Introduction, New York, 2009, p. 84.
14. ↑  F.M. Stenton, Anglo-Saxon England, Oxford, 19713, pp. 423-424.
15. ↑  R. Huscroft, Ruling England 1042–1217, Londen, 2005, pp. 12-14.
16. ↑  R. Huscroft, The Norman Conquest: A New Introduction, New York, 2009, pp. 96-97.
17. ↑  R. Huscroft, The Norman Conquest: A New Introduction, New York, 2009, pp. 132-133.
18. ↑  P. Stafford, Unification and Conquest: A Political and Social History of England in the Tenth and Eleventh Centuries, Londen, 1989, pp. 86-87.
19. ↑  D. Bates, William the Conqueror, Stroud, 2001, pp. 103-104.
20. ↑  H.M. Thomas, The Norman Conquest: England after William the Conqueror (Critical Issues in History), Lanham, 2007, pp. 33-34.
21. ↑  Tostig, die graaf van Northumbria was geweest, werd aan het eind van het jaar 1065 met een Northumbrische opstand geconfronteerd. Nadat koning Eduard de zijde van de rebellen had gekozen, ging Tostig in ballingschap in Vlaanderen.
22. ↑  I. Walker, Harold the Last Anglo-Saxon King, Gloucestershire, 2000, pp. 144-145. Van de koning van Schotland, Malcolm III wordt gezegd dat hij en Tostig gezworen broeders zouden zijn geweest, zie: F.M. Stenton, Anglo-Saxon England, Oxford, 19713, pp. 578–580.
23. ↑  I. Walker, Harold the Last Anglo-Saxon King, Gloucestershire, 2000, pp. 144-150.
24. ↑  I. Walker, Harold the Last Anglo-Saxon King, Gloucestershire, 2000, pp. 154-158.
25. ↑  P. Marren, 1066: The Battles of York, Stamford Bridge & Hastings (Battleground Britain), Barnsley, 2004, pp. 65-71.
26. ↑  P. Marren, 1066: The Battles of York, Stamford Bridge & Hastings (Battleground Britain), Barnsley, 2004, p. 73.
27. 1 2  I. Walker, Harold the Last Anglo-Saxon King, Gloucestershire, 2000, pp. 158-165.
28. ↑  P. Marren, 1066: The Battles of York, Stamford Bridge & Hastings (Battleground Britain), Barnsley, 2004, pp. 74-75.
29. 1 2  D. Bates, William the Conqueror, Stroud, 2001, pp. 79-89.
30. ↑  D.C. Douglas, William the Conqueror: The Norman Impact Upon England, Berkeley, 1964, p. 192.
31. 1 2 3  C. Gravett, Hastings 1066: The Fall of Saxon England (Campaign 13), Oxford, 1992, pp. 20-21.
32. ↑  M. Bennett, Campaigns of the Norman Conquest (Essential Histories), Oxford, 2001, p. 25.
33. 1 2  M.K. Lawson, The Battle of Hastings: 1066, Stroud, 2002, pp. 163-164.
34. ↑  M. Bennett, Campaigns of the Norman Conquest (Essential Histories), Oxford, 2001, p. 26.
35. ↑  P. Marren, 1066: The Battles of York, Stamford Bridge & Hastings (Battleground Britain), Barnsley, 2004, pp. 89-90.
36. ↑  C. Gravett, Hastings 1066: The Fall of Saxon England (Campaign 13), Oxford, 1992, p. 27.
37. ↑  C. Gravett, Hastings 1066: The Fall of Saxon England (Campaign 13), Oxford, 1992, pp. 20-21; P. Marren, 1066: The Battles of York, Stamford Bridge & Hastings (Battleground Britain), Barnsley, 2004, pp. 107-108: "Van deze 35 is van 5 bekend dat zij in de strijd zijn omgekomen - Robert van Vitot, Engenulf van Laigle, Robert FitzErneis, Roger zoon van Turold en Taillefer."
38. ↑  R. Huscroft, The Norman Conquest: A New Introduction, New York, 2009, pp. 120-123: "Het tapijt van Bayeux toont mogelijk een pauselijke banier die door Willems troepen wordt gedragen, maar deze banier wordt als zodanig in het tapijt niet genoemd."
39. ↑  R. Huscroft, The Norman Conquest: A New Introduction, New York, 2009, pp. 120-123.
40. ↑  P. Marren, 1066: The Battles of York, Stamford Bridge & Hastings (Battleground Britain), Barnsley, 2004, p. 98.
41. ↑  D. Carpenter, The Struggle for Mastery: The Penguin History of Britain 1066–1284, New York, 2004, p. 72.
42. ↑  P. Marren, 1066: The Battles of York, Stamford Bridge & Hastings (Battleground Britain), Barnsley, 2004, p. 93, R. Huscroft, The Norman Conquest: A New Introduction, New York, 2009, p. 124.
43. ↑  M.K. Lawson, The Battle of Hastings: 1066, Stroud, 2002, pp. 180-182.
44. ↑  P. Marren, 1066: The Battles of York, Stamford Bridge & Hastings (Battleground Britain), Barnsley, 2004, pp. 99-100.
45. ↑  M.K. Lawson, The Battle of Hastings: 1066, Stroud, 2002, p. 128.
46. ↑  M.K. Lawson, The Battle of Hastings: 1066, Stroud, 2002, pp. 130-133.
47. ↑  C. Gravett, Hastings 1066: The Fall of Saxon England (Campaign 13), Oxford, 1992, pp. 28-34, P. Marren, 1066: The Battles of York, Stamford Bridge & Hastings (Battleground Britain), Barnsley, 2004, p. 105.
48. ↑  C. Gravett, Hastings 1066: The Fall of Saxon England (Campaign 13), Oxford, 1992, pp. 28-34.
49. ↑  P. Marren, 1066: The Battles of York, Stamford Bridge & Hastings (Battleground Britain), Barnsley, 2004, p. 107. Van deze genoemde personen stierven er acht in de slag - Harold, Gyrth, Leofwine, Godric de sheriff, Thurkill van Berkshire, Breme, en iemand die alleen wordt genoemd als de "zoon van Helloc".
50. ↑  R. Huscroft, The Norman Conquest: A New Introduction, New York, 2009, p. 126.
51. ↑  D. Carpenter, The Struggle for Mastery: The Penguin History of Britain 1066–1284, New York, 2004, p. 73.
52. ↑  R. Huscroft, The Norman Conquest: A New Introduction, New York, 2009, pp. 127-128.
53. ↑  R. Huscroft, The Norman Conquest: A New Introduction, New York, 2009, p. 129.
54. ↑  P. Marren, 1066: The Battles of York, Stamford Bridge & Hastings (Battleground Britain), Barnsley, 2004, p. 137.
55. ↑  C. Gravett, Hastings 1066: The Fall of Saxon England (Campaign 13), Oxford, 1992, p. 77.
56. ↑  C. Gravett, Hastings 1066: The Fall of Saxon England (Campaign 13), Oxford, 1992, p. 80: "Een 12e-eeuwse traditie vertelt dat Harolds gezicht zodanig was verminkt dat hij niet kon worden geïdentificeerd en dat daarom Ealdgyth Svannesha, Harolds vrouw naar Deens recht naar het slagveld werd gebracht om zijn lichaam te identificeren aan de hand van bepaalde lichaamskenmerken die alleen zij kende."
57. 1 2 3  R. Huscroft, The Norman Conquest: A New Introduction, New York, 2009, p. 131.
58. 1 2  C. Gravett, Hastings 1066: The Fall of Saxon England (Campaign 13), Oxford, 1992, p. 81.
59. ↑  P. Marren, 1066: The Battles of York, Stamford Bridge & Hastings (Battleground Britain), Barnsley, 2004, p. 146.
60. ↑  M. Bennett, Campaigns of the Norman Conquest (Essential Histories), Oxford, 2001, p. 91: "Ætheling is de Angelsaksische term voor een koninklijke prins met een valide aanspraak op de troon."
61. ↑  D.C. Douglas, William the Conqueror: The Norman Impact Upon England, Berkeley, 1964, pp. 204-205.
62. ↑  D.C. Douglas, William the Conqueror: The Norman Impact Upon England, Berkeley, 1964, pp. 205-206.
63. ↑  C. Gravett, Hastings 1066: The Fall of Saxon England (Campaign 13), Oxford, 1992, p. 84: "De kroning werd wel ontsierd toen de Normandische troepen, die buiten de abdij waren gestationeerd geluiden hoorden. Zij interpreteerden de toejuichingen voor de nieuwe koning als de geluiden van een gevecht. Daarop begonnen zij de nabijgelegen huizen af te branden."
64. 1 2 3  R. Huscroft, The Norman Conquest: A New Introduction, New York, 2009, pp. 138-139.
65. 1 2 3  D.C. Douglas, William the Conqueror: The Norman Impact Upon England, Berkeley, 1964, p. 212.
66. ↑  Eadrics bijnaam "de Wilde" komt relatief vaak voor, dus ondanks suggesties dat deze bijnaam is ontstaan naar aanleiding van Eadrics deelname aan de noordelijke opstanden van 1069, is dit niet zeker. A. Williams, art. Eadric the Wild (fl. 1067–1072), in Oxford Dictionary of National Biography (2004).
67. ↑  I. Walker, Harold the Last Anglo-Saxon King, Gloucestershire, 2000, pp. 186-190.
68. ↑  R. Huscroft, The Norman Conquest: A New Introduction, New York, 2009, pp. 142-144: "Gospatric had dit ambt, na de dood van Copsi, die Willem in 1067 had benoemd, van Willem gekocht. Copsi werd in 1068 vermoord door Osulf, zijn rivaal voor de macht in Northumbria."
69. ↑  D.C. Douglas, William the Conqueror: The Norman Impact Upon England, Berkeley, 1964, pp. 214-215.
70. ↑  A. Williams, The English and the Norman Conquest, Ipswich, 2000, pp. 24-27.
71. ↑  A. Williams, The English and the Norman Conquest, Ipswich, 2000, pp. 20-21.
72. 1 2  A. Williams, The English and the Norman Conquest, Ipswich, 2000, pp. 27-34.
73. ↑  A. Williams, The English and the Norman Conquest, Ipswich, 2000, p. 35.
74. 1 2 3 4  A. Williams, The English and the Norman Conquest, Ipswich, 2000, pp. 35-41.
75. ↑  R. Huscroft, The Norman Conquest: A New Introduction, New York, 2009, pp. 142–144.
76. ↑  R. Huscroft, The Norman Conquest: A New Introduction, New York, 2009, pp. 145-146.
77. ↑  M. Bennett, Campaigns of the Norman Conquest (Essential Histories), Oxford, 2001, p. 56
78. ↑  Hoewel zijn bijnaam "Wake" volgens sommige is afgeleide van de "Wakende", dateert het eerste gebruik van dit epitheton uit het midden van de 13e eeuw. Het is dus onwaarschijnlijk dat het gebruik van deze bijnaam eigentijds was. D. Roffe, art. Hereward (fl. 1070–1071), in Oxford Dictionary of National Biography (2004).
79. ↑  D.C. Douglas, William the Conqueror: The Norman Impact Upon England, Berkeley, 1964, pp. 221-222.
80. ↑  A. Williams, The English and the Norman Conquest, Ipswich, 2000, pp. 49-57.
81. 1 2  R. Huscroft, The Norman Conquest: A New Introduction, New York, 2009, pp. 146-147.
82. ↑  D.C. Douglas, William the Conqueror: The Norman Impact Upon England, Berkeley, 1964, pp. 225-226.
83. ↑  Malcolm was in 1069 of 1070 getrouwd met Margaretha, de zuster van Edgar Ætheling.
84. ↑  D.C. Douglas, William the Conqueror: The Norman Impact Upon England, Berkeley, 1964, p. 227.
85. 1 2 3  D.C. Douglas, William the Conqueror: The Norman Impact Upon England, Berkeley, 1964, pp. 231-233.
86. ↑  D. Bates, William the Conqueror, Stroud, 2001, pp. 181-182.
87. ↑  D.C. Douglas, William the Conqueror: The Norman Impact Upon England, Berkeley, 1964, p. 216 (n. 4).
88. ↑  P. Stafford, Unification and Conquest: A Political and Social History of England in the Tenth and Eleventh Centuries, Londen, 1989, pp. 102-105.
89. ↑  D. Carpenter, The Struggle for Mastery: The Penguin History of Britain 1066–1284, New York, 2004, pp. 82-83.
90. 1 2  D. Carpenter, The Struggle for Mastery: The Penguin History of Britain 1066–1284, New York, 2004, pp. 79-80.
91. 1 2  D. Carpenter, The Struggle for Mastery: The Penguin History of Britain 1066–1284, New York, 2004, p. 84.
92. ↑  D. Carpenter, The Struggle for Mastery: The Penguin History of Britain 1066–1284, New York, 2004, pp. 83-84.
93. ↑  D. Carpenter, The Struggle for Mastery: The Penguin History of Britain 1066–1284, New York, 2004, pp. 75-76.
94. ↑  M. Chibnall, Anglo-Norman England 1066–1166, Oxford, 1986, pp. 11-13.
95. ↑  J.E. Kaufman - H.W. Kaufman, The Medieval Fortress: Castles, Forts, and Walled Cities of the Middle Ages, Cambridge, 2001, p. 110.
96. ↑  R. Liddiard, Castles in Context: Power, Symbolism and Landscape, 1066 to 1500, Macclesfield, 2005, p. 36.
97. ↑  D. Carpenter, The Struggle for Mastery: The Penguin History of Britain 1066–1284, New York, 2004, p. 89.
98. ↑  D. Carpenter, The Struggle for Mastery: The Penguin History of Britain 1066–1284, New York, 2004, p. 91.
99. ↑  H.M. Thomas, The English and the Normans, Oxford, 2003, pp. 105-137, H.M. Thomas, The Significance and Fate of the Native English Landowners of 1086, in The English Historical Review 118 (2003), pp. 303–333.
100. ↑  H.M. Thomas, The English and the Normans, Oxford, 2003, pp. 202-208.
101. 1 2 3  K.N. Ciggaar, Western Travellers to Constantinople: the West and Byzantium, 962–1204, Leiden, 1996, pp. 140-141.
102. 1 2  C. Daniell, From Norman Conquest to Magna Carta: England, 1066–1215, Londen, 2003, pp. 13-14.
103. ↑  R. Huscroft, The Norman Conquest: A New Introduction, New York, 2009, pp. 140-141.
104. ↑  I. Heath, Byzantine Armies AD 1118–1461, Londen, 1995, p. 23.
105. ↑  H.M. Thomas, The Norman Conquest: England after William the Conqueror (Critical Issues in History), Lanham, 2007, p. 59, R. Huscroft, The Norman Conquest: A New Introduction, New York, 2009, p. 187.
106. 1 2  H.R. Loyn, The Governance of Anglo-Saxon England, 500–1087, Stanford, 1984, p. 176.
107. 1 2  H.M. Thomas, The Norman Conquest: England after William the Conqueror (Critical Issues in History), Lanham, 2007, p. 60.
108. ↑  R. Huscroft, The Norman Conquest: A New Introduction, New York, 2009, p. 31.
109. ↑  R. Huscroft, The Norman Conquest: A New Introduction, New York, 2009, pp 194-195.
110. ↑  R. Huscroft, The Norman Conquest: A New Introduction, New York, 2009, pp. 36-37.
111. ↑  R. Huscroft, The Norman Conquest: A New Introduction, New York, 2009, pp. 198-199.
112. ↑  S. Keynes, art. Charters and Writs, in M. Lapidge - J. Blair - S. Keynes - D. Scragg (edd), Blackwell Encyclopaedia of Anglo-Saxon England, Malden, 2001, p. 100.
113. ↑  R. Huscroft, The Norman Conquest: A New Introduction, New York, 2009, pp. 200–201.
114. ↑  R. Huscroft, The Norman Conquest: A New Introduction, New York, 2009, pp. 323-324.
115. ↑  D. Crystal, The English Language: A Guided Tour of the Language, Londen, 20042, pp. 184-206.
116. ↑  R. Huscroft, The Norman Conquest: A New Introduction, New York, 2009, pp. 321-322.
117. ↑  R. Huscroft, The Norman Conquest: A New Introduction, New York, 2009, pp. 107-109.
118. 1 2  R. Huscroft, The Norman Conquest: A New Introduction, New York, 2009, p. 327.
119. 1 2  M.T. Clanchy, England and its Rulers: 1066–1307 (Blackwell Classic Histories of England), Oxford, 20063, p. 93.
120. ↑  R. Huscroft, Ruling England 1042–1217, Londen, 2005, p. 94.
121. ↑  R. Huscroft, The Norman Conquest: A New Introduction, New York, 2009, p. 329.
122. ↑  R. Huscroft, The Norman Conquest: A New Introduction, New York, 2009, pp. 281-283.
123. 1 2 3 4  M.T. Clanchy, England and its Rulers: 1066–1307 (Blackwell Classic Histories of England), Oxford, 20063, pp. 31-35.
124. ↑  M. Chibnall, The Debate on the Norman Conquest (Issues in Historiography), Manchester, 1999, p. 6.
125. ↑  M. Chibnall, The Debate on the Norman Conquest (Issues in Historiography), Manchester, 1999, p. 38.
126. ↑  R. Huscroft, The Norman Conquest: A New Introduction, New York, 2009, pp. 318-319.
127. ↑  Geciteerd in M.T. Clanchy, England and its Rulers: 1066–1307 (Blackwell Classic Histories of England), Oxford, 20063, p. 32.
128. ↑  J.L. Singman, Daily Life in Medieval Europe (Daily Life Through History), Westport, 1999, p. xv.